# Clubiona biaculeata
Clubiona biaculeata är en spindelart som beskrevs av Simon 1897. Clubiona biaculeata ingår i släktet Clubiona och familjen säckspindlar. Inga underarter finns listade i Catalogue of Life.